# McDonald's Burnie International 2013
Il McDonald's Burnie International 2013 è stato un torneo di tennis giocato sul cemento. È stata la 11ª edizione del torneo maschile del McDonald's Burnie International, che fa parte della categoria Challenger 50 K nell'ambito dell'ATP Challenger Tour 2013, mentre è stata la 6ª del torneo femminile che fa parte della categoria ITF 25 K nell'ambito dell'ITF Women's Circuit 2013. Sia il torneo maschile che quello femminile si sono giocati al Burnie Tennis Club di Burnie, dal 28 gennaio al 3 febbraio 2013.

## Partecipanti ATP

### Teste di serie
| Nazionalità   | Giocatore            | Ranking* | Teste di serie |
| ------------- | -------------------- | -------- | -------------- |
| Taipei cinese | Lu Yen-hsun          | 61       | 1              |
| Canada        | Peter Polansky       | 183      | 2              |
| Australia     | John Millman         | 184      | 3              |
| Australia     | Samuel Groth         | 200      | 4              |
| Australia     | Brydan Klein         | 217      | 5              |
| Australia     | James Duckworth      | 223      | 6              |
| Italia        | Alessandro Giannessi | 235      | 7              |
| Australia     | John-Patrick Smith   | 237      | 8              |

* Le teste di serie sono basate sul ranking al 14 gennaio 2013

### Altri partecipanti
I seguenti giocatori hanno ricevuto una wild card per il tabellone principale:
- Jay Andrijic
- Andrew Whittington
- Bradley Mousley
- Harry Bourchier

I seguenti giocatori sono passate dalle qualificazioni:
- James Lemke
- Michael Look
- Jordan Thompson
- Michael Venus
- Ryan Agar (lucky loser)

## Partecipanti WTA

### Teste di serie
| Nazionalità   | Giocatrice       | Ranking* | Teste di serie |
| ------------- | ---------------- | -------- | -------------- |
| Australia     | Olivia Rogowska  | 117      | 1              |
| Australia     | Sacha Jones      | 183      | 2              |
| Sudafrica     | Chanel Simmonds  | 187      | 3              |
| Giappone      | Erika Sema       | 191      | 4              |
| Australia     | Monique Adamczak | 192      | 5              |
| Giappone      | Yurika Sema      | 206      | 6              |
| Liechtenstein | Stephanie Vogt   | 217      | 7              |
| Croazia       | Ana Savić        | 231      | 8              |

* Le teste di serie sono basate sul ranking al 14 gennaio 2013

### Altre partecipanti
Le seguenti giocatrici hanno ricevuto una wild card per il tabellone principale:
- Camilla Rosatello
- Priscilla Hon
- Abbie Myers
- Belinda Woolcock

Le seguenti giocatrici sono passate dalle qualificazioni:
- Mari Tanaka
- Alexandra Kiick
- Anett Kontaveit
- Jessica Moore
- Viktorija Rajicic
- Azra Hadzic
- Emily Webley-Smith
- Tammi Patterson
- Stephanie Bengson (lucky loser)

## Campioni

### Singolare maschile
John Millman ha battuto in finale  Stéphane Robert con il punteggio di 6–2, 4–6, 6–0.

### Singolare femminile
Olivia Rogowska ha battuto in finale  Monique Adamczak con il punteggio di 7–6(5), 6(7)–7, 6–4.

### Doppio maschile
Ruan Roelofse /  John-Patrick Smith hanno battuto in finale  Brydan Klein /  Dane Propoggia 6–2, 6–2.

### Doppio femminile
Shūko Aoyama /  Erika Sema hanno battuto in finale   Bojana Bobusic /  Jessica Moore per walkover.